# Apollonia Hirscher utca
A brassói Apollonia Hirscher utca (korábban Halpiac) a városerőd egyik északnyugat-délkelet irányú utcája, a történelmi központ egyik fontos keresztirányú tengelye. A mindössze 250 méter hosszú utca ízelítőt ad mind a régi, mind az új Brassó építészetéből és kultúrájából: látható itt 16. századi árucsarnok, patríciusotthonok, vigadó, régi és új éttermek, szállodák, üzletek, intézmények. Nyolc épületet nyilvánítottak műemlékké.

## Elnevezése
Kezdetben a piactérre (Főtérre) vivő utcaként jellemezték (Auf dem Mart – 1480, Awff dem marck – 1484, de foro ascendendo – 1491). Miután a Főteret határoló utcákat is kinevezték vásártérnek, meghonosodott a Halpiac elnevezés (forum piscinum – 1491, Fycht Mark – 1541, később Fischmarkt). Déli végéhez közel, a Vár utcai kereszteződésnél kialakult teret Csergepiacnak nevezték (Deck Mortt – 1491, később Kotzenmarkt).
A régi Redut előadóterem (Vigadó) 18. századi megnyitása után az utcát átnevezték Theatergasse-ra (Színház utca). 1887-ben felvette a Hirschergasse nevet Lukas Hirscher városbíróra és a Hirscher-bazárra utalva. A román hatalomátvétel után is több évtizedig ez maradt a neve, majd 1945-ben átkeresztelték Rosa Luxemburgra. 1966-tól Strada Ciucaș, majd 1991-ben visszakapta a Hirscher nevet, ezúttal Apollonia Hirscher tiszteletére.

## Története
A történészek (Gernot Nussbächer, Bakó Géza, Paul Niedermayer és mások) egyetértenek abban, hogy az Apollonia Hirscher utca keleti sora, az Árucsarnok környéke volt a történelmi központ egyik városmagja, és már a 13. század elején kialakult. Teljes hosszában a 15. században épült be.
A 15. század végén 61 adófizető lakta, mindannyian szászok. Az utca délkeleti végén nyílt a Cenk alatti kapu, a Cenk felőli várfal kisméretű városkapuja, amelyen keresztül valószínűleg ostromok idején hajtották ki a szarvasmarhákat legelni a fal és a hegy közötti füves területre.
A Főtérhez való közelsége miatt az utcában élénk kereskedelem folyt. Már a 15. században halpiaccá nevezték ki, a 16. század közepén pedig felépült az Árucsarnok, ahol a helyi mesteremberek, kereskedők kiállították portékáikat. A házak többsége kétszintes; régen a földszinten voltak a műhelyek és raktárak, az emeleten pedig a lakások. A 19–20. században a Kapu utcához hasonlóan a Hirscher utca számos épületének földszintjén üzlet volt, kirakataik díszes tölgyfakeretben.

## Leírása
A Főtér délkeleti oldalából (ún. Virágsor / Gyümölcssor) indul és a Vár utcáig tart. 2020 óta teljes hosszában sétálóutca. Számos utca keresztezi, illetve ágazik el belőle: Mészáros utca (Strada Johann Gött, Fleischergasse), Árvaház utca (Strada Poarta Șchei, Waisenhausgasse), Alsóvilla utca (Strada Grigoraș Dinicu, Untere Gabelgasse), Felsővilla utca (Strada Alecu Russo, Obere Gabelgasse), Új utca (Strada Cerbului, Neugasse), Vár utca (Strada Castelului, Burggasse).
Az alábbi listában a házszámok a jelenlegi számozást jelölik.

### Északkeleti házsor
- A Főtér (Virágsor) és a Hirscher utca sarkán áll a reneszánsz Árucsarnok vagy Kereskedők háza. A 16. század közepén építtette Apollonia Hirscher a nyugat-európai német városok árucsarnokainak stílusában, hogy a helyi mesterembereknek, kereskedőknek legyen, ahol kiállítsák és tárolják portékáikat. 1749-ben, 1857-ben, és 1960-ban átépítették, jelenleg vendéglőknek, üzleteknek, cégeknek ad helyet. Két nagy szárnya egy belső udvart fog közre.[9][10]
- 1. és 3. Ciurcu-ház és Ciurcu Könyvkiadó. Nicolae Ciurcu 1880-ban létesítette a város első román könyvesboltját, mely 1883-ban költözött a Hirscher utcába. 1890-ben testvérével, Ioannal együtt kiadót alapított, melyhez nyomda, könyvkötészet, és raktár is tartozott. A hatóságok többször is zaklatták „román propaganda” terjesztése miatt. 1919-ben pénzügyi nehézségek miatt a nyomdát eladták; a kiadó és a könyvesbolt az 1948-as kommunista államosításig működött.[11]
- 5. A kétszintes épület kórházként létesült a 20. század elején, 1945 után irodák működtek benne. A 2010-es években parkolóházat akartak építeni a helyére, ám nem adták meg az engedélyt.[12]
- 9. Anastasie Safrano görög kereskedő háza; 1869–1890 között itt működött Henriette Vautier magán leányiskolája.[7]
- A 9. és 11. számú házak között indul a Felsővilla utca, a Zsinór utcához hasonló keskeny, „egyszemélyes” sikátor. Egykoron itt húzódott a régi városmagot körülvevő cölöpfal és sánc.[13]
- A Vár utcai kereszteződésnél a Hirscher utca térré szélesedik, ezt egykor Csergepiacnak nevezték (Târgul Straielor, Kotzenmarkt), ugyanis már a középkortól itt értékesítették termékeiket a bolgárszegi csergekészítők. Később más portékákat is árultak, a 20. század elején például főleg zöldségpiacként szolgált.[14]

### Délnyugati házsor
- A Főtér (Gyümölcssor) és a Hirscher utca sarkán áll a Closius-ház, 1566-ból származó, a 18. és a 19. században reneszánsz stílusban újjáépített épület. Számos generáción keresztül szász patriciusok rezidenciája volt. A földszinti helyiségeket reneszánsz, az emeletieket klasszicizáló szekkók díszítik. 2009-ben itt nyílt meg Brassó Városi Civilizációjának Múzeuma.[15]
- 8. Redut Kulturális Központ, Christian Kertsch által tervezett neobarokk stílusú, rokokó elemekkel díszített épület, mely 1894-ben nyílt meg városi művelődési házként és színházként. Korábban itt volt az 1794-ben épült „régi Redut” előadóterem. Az 1948-as államosítás után az állami színház használta, majd ismét művelődési háznak („kultúrpalota”) nevezték ki.[16] Mellette, a 10. szám alatt van az Arlechino gyermekszínház.
- 12. A 19. század végén itt működött a Román Kaszinó.[7]
- 14. Iordache-ház, 1847-ben építtette David Iordache iparos,[7] jelenleg panzió.

## Műemlékek
Az utcából 8 épület szerepel a romániai műemlékek jegyzékében.
| \| Házszám \| Kép \| Megnevezés \| Építés dátuma \| Műemlék kódja \| \| ------- \| --- \| ------------------ \| --------------- \| --------------- \| \| 1 \| \| Ciurcu-ház \| 19. század \| BV-IV-m-B-11884 \| \| 3 \| \| Ciurcu Könyvkiadó \| 16–18. század \| BV-II-m-B-11407 \| \| 4 \| \| Lakóház \| 16–18. század \| BV-II-m-B-11408 \| \| 6 \| \| Lakóház \| 17–19. század \| BV-II-m-B-11409 \| \| 8 \| \| Redut \| 1893 \| BV-II-m-B-11410 \| \| 9 \| \| Lakóház \| 16–18. század \| BV-II-m-B-11411 \| \| 14 \| \| David Iordache-ház \| 19. század \| BV-IV-m-B-11885 \| \| 18 \| \| Bucur Pop-ház \| 18. század vége \| BV-IV-m-B-11886 \| |     |                    |                 |                 |
| Házszám | Kép | Megnevezés         | Építés dátuma   | Műemlék kódja   |
| 1 |     | Ciurcu-ház         | 19. század      | BV-IV-m-B-11884 |
| 3 |     | Ciurcu Könyvkiadó  | 16–18. század   | BV-II-m-B-11407 |
| 4 |     | Lakóház            | 16–18. század   | BV-II-m-B-11408 |
| 6 |     | Lakóház            | 17–19. század   | BV-II-m-B-11409 |
| 8 |     | Redut              | 1893            | BV-II-m-B-11410 |
| 9 |     | Lakóház            | 16–18. század   | BV-II-m-B-11411 |
| 14 |     | David Iordache-ház | 19. század      | BV-IV-m-B-11885 |
| 18 |     | Bucur Pop-ház      | 18. század vége | BV-IV-m-B-11886 |